# Беспроводные технологии
Беспроводные технологии — подкласс информационных технологий, служат для передачи информации между двумя и более точками на расстоянии, не требуя проводной связи. Для передачи информации могут использоваться радиоволны, а также инфракрасное, оптическое или лазерное излучение.
Существует множество беспроводных технологий, наиболее часто известных по маркетинговым названиям, таким как Wi-Fi, WiMAX, Bluetooth, радиотелефон. Каждая технология обладает определёнными характеристиками, которые определяются её областью применения.

## Подходы к классификации беспроводных технологий

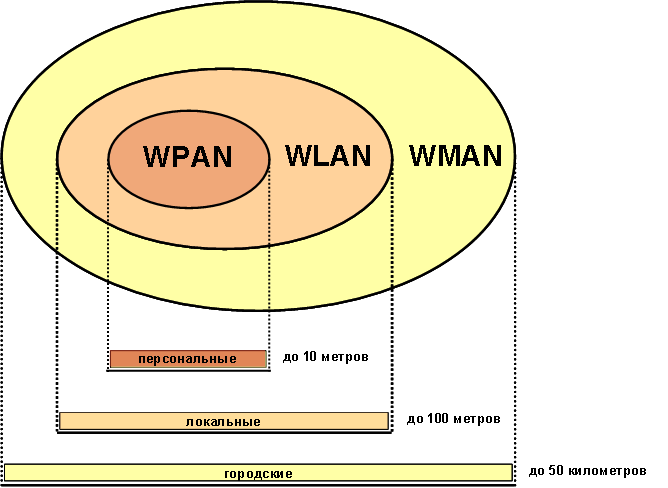
Классификация по дальности действия

Существуют различные подходы к классификации беспроводных технологий.
- По дальности действия:
  - Беспроводные персональные сети (WPAN — Wireless Personal Area Networks). Примеры технологий — Bluetooth.
  - Беспроводные локальные сети (WLAN — Wireless Local Area Networks). Примеры технологий — Wi-Fi.
  - Беспроводные сети масштаба города (WMAN — Wireless Metropolitan Area Networks). Примеры технологий — WiMAX.
  - Беспроводные глобальные сети (WWAN — Wireless Wide Area Network). Примеры технологий — CSD, GPRS, EDGE, EV-DO, HSPA, UMTS, LTE, LTE Advanced.

- По топологии:
  - «Точка-точка».
  - «Точка-многоточка».
- По области применения:
  - Корпоративные (ведомственные) беспроводные сети — создаваемые компаниями для собственных нужд.
  - Операторские беспроводные сети — создаваемые операторами связи для возмездного оказания услуг.

Кратким, но ёмким способом классификации может служить одновременное отображение двух наиболее существенных характеристик беспроводных технологий на двух осях: максимальная скорость передачи информации и максимальное расстояние.

## Отличия проводных и беспроводных технологий передачи данных
| Характеристика        | Проводные                   | Беспроводные            |
| --------------------- | --------------------------- | ----------------------- |
| Среда передачи        | Кабель (медный, оптический) | Окружающее пространство |
| Мобильность абонентов | Не обеспечивается           | Может быть обеспечена   |

## Вопросы безопасности

### Влияние на здоровье
По состоянию на 2011 год самым масштабным было международное эпидемиологическое исследование INTERPHONE под эгидой Всемирной организации здравоохранения, не обнаружившее увеличения риска опухолей головного мозга (глиомы и менингиомы) при пользовании мобильным телефоном.
В 2005 году китайские исследователи пришли к выводу, что излучение мобильного телефона приводит к повреждению ДНК . В некоторых странах существуют нормы, ограничивающие использование аппаратов, имеющих слишком высокий уровень излучения (см. Удельный коэффициент поглощения электромагнитной энергии — SAR).
В 2007 году русские учёные сделали вывод по результатам обработки 11 исследований, что при использовании сотового телефона в течение 10 лет вероятность возникновения опухоли слухового нерва увеличивается в два раза. При этом отмечается, что дети подвержены этому риску больше, так как имеют более тонкие костные ткани, чем взрослые. Но руководитель исследования Кьелл Мильд (Kjell Mild) заявил, что ещё рано делать окончательные выводы о вреде радиоволн для человека и необходимы более длительные исследования .
Центр радиационной и ядерной безопасности Финляндии выпустил отчет, согласно которому родителям настоятельно рекомендуется ограничить общение детей по мобильным телефонам. Разговоры рекомендуется вести с помощью гарнитуры или заменять общением по SMS.
В одном исследовании отмечено увеличение уровней транстиретина в крови у лиц, получавших излучение, аналогичное получасовому разговору по сотовому телефону.